# Cyclops abyssorum
Cyclops abyssorum è un Copepode (Copepoda) della famiglia dei Cyclopidae.

## Habitat e distribuzione
È diffuso nei laghi di buona parte dell'Europa occidentale e in particolare in quelli italiani. La specie predilige le acque fredde. Durante l'estate si rifugia negli stati più profondi ed entra in uno stato di quiescenza.

## Descrizione
Antenne da 16-18 articoli e somite toracico più largo del somite genitale. Da otto a nove rami furcali.

## Sottospecie
- Cyclops abyssorum abyssorum (G. O. Sars, 1863)
- Cyclops abyssorum apenninae (Linberg, 1956)
- Cyclops abyssorum bodanus (Kiefer, 1954)
- Cyclops abyssorum bohemicus (Sramek-husek, 1937)
- Cyclops abyssorum carinthicus (Linberg, 1955)
- Cyclops abyssorum corsicanus (Linberg, 1955)
- Cyclops abyssorum divergens (Linberg, 1936)
- Cyclops abyssorum divulsus (Linberg, 1956)
- Cyclops abyssorum gracilipes (Sars, 1903)
- Cyclops abyssorum laevis (Losito, 1902)
- Cyclops abyssorum larianus (Stella, 1934)
- Cyclops abyssorum maiorus (Linberg, 1957)
- Cyclops abyssorum mauritaniae (Linberg, 1950)
- Cyclops abyssorum medianus (Linberg, 1949)
- Cyclops abyssorum novarensis (Einsle, 1968)
- Cyclops abyssorum paternonis (Linberg, 1956)
- Cyclops abyssorum prealpinus (Kiefer, 1939)
- Cyclops abyssorum sevani (Mechkova, 1947)
- Cyclops abyssorum sibiricus (Linberg, 1949)
- Cyclops abyssorum tatricus (Kozminski, 1927)
- Cyclops abyssorum vranae (Kozminski, 1927)